# Orquesta Sinfónica de Burgos
La Orquesta Sinfónica de Burgos (OSBu) es una agrupación orquestal española, con sede en la ciudad de Burgos. Fue fundada en 2005 y ofreció su primer concierto el 1 de noviembre de dicho año. Su sala de conciertos habitual es el Auditorio y Palacio de Congresos de Burgos, desde su inauguración en el año 2012, pero hasta entonces su sede predecesora fue el Teatro Principal de Burgos. Está constituida por músicos de Burgos y de otros lugares de España. Todos los años beca a varios estudiantes del Conservatorio Profesional de Burgos, que participan en la interpretación de obras.
La OSBU está patrocinada por el ayuntamiento de la ciudad de Burgos.  Ha interpretado obras de autores locales y ha recibido la colaboración de asociaciones para sus interpretaciones. A destacar obras de Antonio José, del cual entre otras obras se estrenó su ópera El mozo de mulas, así como obras de Rafael Calleja, Ángel Juan Quesada, Alejandro Yagüe, Alberto Hortigüela, Pedro María de la Iglesia, Javier Pérez de Arévalo, Javier Centeno y Laura Puras.
Su primer director musical fue Javier Castro Villamor entre los años 2005 y 2018. Desde el año 2018 la dirige el pianista Iván Martín. Así mismo ha contado con un gran número de directores y directoras invitados.
Todos los años desde su fundación, a excepción del año 2020 a causa del COVID, la OSBU interpreta cinco conciertos, más un concierto adicional para un público familiar.